# Gelatinopsis geoglossi
Gelatinopsis geoglossi är en svampart som först beskrevs av Ellis & Everh., och fick sitt nu gällande namn av Rambold & Triebel 1990. Gelatinopsis geoglossi ingår i släktet Gelatinopsis och familjen Helotiaceae.   Inga underarter finns listade i Catalogue of Life.